# Crossing Souls
Crossing Souls est un jeu vidéo d'action-aventure développé par le studio indépendant Espagnol Fourattic et édité par Devolver Digital. Le jeu est sorti le 13 février 2018 pour Microsoft Windows, macOS, Linux PlayStation 4 et le 26 juillet 2018 sur Nintendo Switch.

## Développement
Le scénario de Crossing Souls a été largement influencé par ceux des films Les Goonies, E.T., l'extra-terrestre et Super 8, tandis que la conception des niveaux et la vue orthogonale sont issus du jeu de 1986 The Legend of Zelda, avec l'animation des cinématiques inspiré par Les P'tits Loups-garous, Saint Seiya, Les Maîtres de l'Univers et Tortues Ninja : Les Chevaliers d'écaille, qui sont tous issus des années 1980. Le développement du jeu a commencé en janvier 2014, après la sortie de la dernière mise à jour du jeu précédent de Fourattic, Bin This Pic: Guess the Wrong One (ou Odd Pic Out). La pré-production a été présentée pour la première fois au public via des forums TIGSource le 5 février 2014. Vers mars 2014, l'équipe était à court de financement, le développement du jeu était à l'arrêt, ce qui permet à l'équipe de créer Pixel Puzzle Mania, un jeu vidéo de puzzle free-to-play pour iOS, édité par Genera Games, qui a été publié le 29 août 2014. En août 2014, Fourattic s'est associé avec Devolver Digital pour un contrat d'édition pour Crossing Souls. Le 17 novembre 2014, le jeu a été mis sur Kickstarter, visant US$45,000,. Devolver Digital a annoncé qu'ils le publieraient, peu importe si et dans quelle mesure le projet serait financé. Crossing Souls a été financé avec succès le 13 décembre 2014, et la campagne s'est terminée le 17 décembre 2014 avec un total de US$51,983 collecté. En janvier 2015, grâce aux fonds collectés auprès de Kickstarter, Fourattic a quitté son appartement pour un nouveau bureau à Séville, en Espagne, et a redémarré le développement du jeu. Une première démo de Crossing Souls a été présentée à l'E3 2015, du 16 au 18 juin 2015, et au Gamelab Barcelona de 2015, du 24 au 26 juin. Comme annoncé en décembre 2017, le jeu sortira le 13 février 2018,. Devolver Digital a annoncé la sortie du jeu sur Nintendo Switch le 26 juillet 2018 dans le cadre de « Summer of Devolver » de Devolver Digital.

## Accueil
Crossing Souls a reçu des « critiques généralement favorables » pour la version PlayStation 4, tandis que les versions Windows et Nintendo Switch ont reçu des critiques « mitigées ou moyennes », selon l'agrégateur de critiques Metacritic,,.